# 楊公達
楊公達（1906年6月26日—1972年12月29日），字文彬，四川省長壽縣葛蘭鄉潼觀村人，中华民國政治人物。

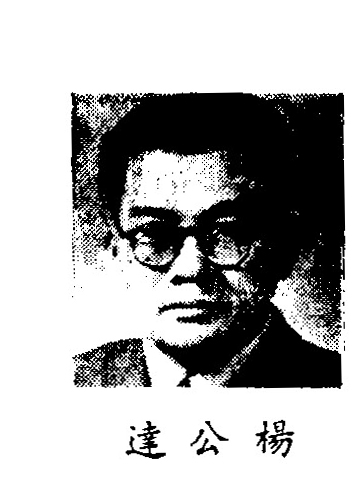
出席制憲國民大會代表時

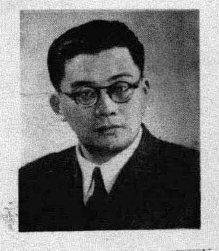
立法委員楊公達的戶籍照片

## 生平[3][4][5]
楊公達生於光緒三十二年五月初五午時（事略作丁未年臘月二十六日、民國時南京戶籍作民前五年十月廿六），父楊寶三（樹勛）曾中武舉。民國八年（1919年），入重慶聯合中學。自北京高等師範學校畢業後，民國十二年（1923年），留學法國，先后入法國國立政治學院和巴黎大學，获得政治學碩士、法律學博士學位。
民國十九年（1930年），學成歸國，執教於上海震旦大學。並同朱家驊等人在南京主辦《時事新報》。1931年任國立中央大學圖書館館長、法學院院長、教授，创办《时代公论》并任社长。1933年1月，楊公達出任行憲前第三届立法委员，后来连任第四届立法委員。他还历任暨南大學、中央政治大學教授。
抗日战争爆发后，民國二十九年（1940年）出任中國國民黨重慶市黨部主任委員。民國三十四年（1945年）1月18日，任貴州省政府委員、財政廳廳長、貴州省銀行董事長。民國三十五年（1946年），任國立英士大學校長。1946年11月，出任制宪国民大会代表。民國三十七年（1948年），遞補李伯申任四川省第五選區第一屆立法委員。1949年赴台湾。
民國六十一年（1972年）12月29日，楊公達病逝。

## 著作
- 楊公達，《政治經濟學》
- 楊公達，《國際公法概論》
- 楊公達，《比較憲法》
- 楊公達，《政治科學概論》，上海：神州國光社，1930年[9]
- 楊公達，《最新國際公法》，上海：民有印書館，1930年[9]
- 楊公達，《政黨概論》，上海：神州國光社，1932年[9]

## 立法院出席會期
- 第1屆第5，30-40會期：教育委員會
- 第1屆第7-29會期：外交委員會 （第7會期及第26會期召委）
- 第1屆第7-9會期：經濟委員會